# Jack Garman

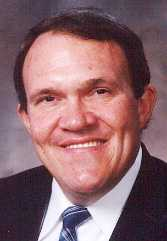
Jack Garman

John Royer „Jack“ Garman (* 11. September 1944 in Oak Park, Illinois; † 20. September 2016 bei Houston, Texas) war ein US-amerikanischer Informatiker und langjähriger Mitarbeiter der NASA. 

## Leben
Bekannt wurde er insbesondere durch seine Beteiligung an der ersten bemannten Mondlandung am 20. Juli 1969, bei der er mehrere Computerfehler richtig einordnete und damit den Abbruch der Landung verhinderte. Garman war auch Teil des Teams, das 1970 für die Rettung der Besatzung von Apollo 13 mit der Presidential Medal of Freedom ausgezeichnet wurde.
2000 wechselte Garman in die freie Wirtschaft zur OAO Corporation. Nachdem diese zwei Jahre später von Lockheed Martin aufgekauft wurde, war er dort Technischer Direktor für die Zusammenarbeit mit der NASA.